# Геральд из Майо
Геральд (умер в 732 году) — святой игумен из Майо. День памяти — 13 марта.
Святой Геральд (Gerald) родился в Нортумберленде, Англия. Он стал монахом в Линдисфарне и, вероятно, последовал за св. Колманом на остров Инишбофин (Innisbofin Island), Голуэй, Ирландия, когда в Нортумберленде была заменена в кельтская литургическая практика.
Он был монахом и настоятелем монастыря, впоследствии известно как Мейо Саксонский, который св.Колман основал для англичан в рамках ссоры между английскими и ирландскими монахами. Монастырь процветал и был настолько известен эрудицией своих монахов, что в переписке с ними состоял благословенный Алкуин (Alcuin, память 19 мая). Святой Геральд дожил до преклонного возраста и, быть может, стал свидетелем введения римских правил в его монастыре. Иногда сообщается, что св. Геральд был поставлен во епископа, однако определённости в этом нет.
Считается, что св. Геральд был основателем монастырей в Элитерии (Elytheria), или Темпуль-Геральд (Tempul-Gerald) в Коннахте, в Теагна-Саксон (Teaghna-Saxon), а также обитель, которую он поместил под покровительство своей сестры Сегреции (Segretia). Он скончался в Голуэе, Ирландия, и был похоронен в Майо, где храм, освящённый в его честь, сохранился до наших дней.